# Ромер Павло Емілійович
Павло́ Емі́лійович Ро́мер (1835–1899) — російський математик німецького походження. Доктор чистої математики. Професор Київського університету Святого Володимира. Дійсний статський радник.

## Життєпис
Народився 1835 року в Смоленській губернії. Мав німецько-російське походження: батько — німець, що емігрував до Росії в 1822 році; матір — смоленська спадкова дворянка. Мав брата Федора — відомого письменника.
Вищу освіту почав здобувати в Казанському університеті, звідки згодом перевівся до Київського університету Святого Володимира, який закінчив 1857 року зі ступенем кандидата наук. Навчався під керівництвом відомих математиків Івана Рахманінова та Микити Дяченка. Наступного року почав працювати позаштатним викладачем у Першій київській гімназії, а також секретарем фізико-математичного факультету університету.
1861 року здобув науковий ступінь магістра, захистивши дисертацію «Пошук перших наближених величин коренів алгебраїчних рівнянь (теорія виділення коренів)». 1862 року вирушив за кордон у наукове відрядження. 1866 року здобув звання доцента. 1867 року захистив дисертацію «Основні початки методу кватерніонів» та здобув ступінь доктора чистої математики.
Після захисту докторської дисертації призначений екстраординарним, а з 1868 року — ординарним професором Київського університету. Читав лекції про диференціальне та інтегральне числення, їхнє використання в геометрії, а також про визначені інтеграли й теорію функцій комплексної змінної. Написав низку підручників.
За сприяння Ромера в процесі викладання, окрім лекцій, стали проводити семінарські заняття, консультації та факультативи. Професор Іван Рахманінов зазначав:
|  | Із вступом П.Е. Ромера і М.Ю. Ващенка-Захарченка, які були знайомі не тільки з французькою, а й з німецькою й англійською математичною літературою, викладання чистої математики набрало такого обсягу, який відповідає сучасному стану науки. |

1879 року викупив поміщицьку частину села Соснівка поблизу Фастова зі 118 десятинами землі та 60 десятинами лісу.
Активний член Київського товариства природознавців (1869), Київського фізико-математичного товариства (1889), один з науковців, що подали ініціативу створення Київського відділення Російського технічного товариства.
Підтримував ідею жіночої освіти. Викладав у Вищих жіночих курсах та гімназії Віри Ващенко-Захарченко.
За станом здоров'я 1891 року покинув педагогічну діяльність у званні заслуженого професора. Помер 1899 року.
Мав звання дійсного статського радника.

## Нагороди
- Орден Святого Станіслава II ступеня (1869)
- Орден Святої Анни II ступеня (1872)
- Орден Святого Володимира II ступеня (1879)